# Robert Lindner (Unternehmen)
Die Robert Lindner GmbH mit Sitz in Berlin ist ein eigentümergeführtes Handelsunternehmen, das sich auf die Herstellung und den Verkauf von Feinkostprodukten spezialisiert hat. Das Unternehmen wurde insbesondere in Berlin unter dem Markennamen Butter Lindner bekannt. Seit 2005 tragen die Geschäfte den Namen Lindner, werden jedoch umgangssprachlich immer noch unter dem alten Namen bezeichnet.

## Geschichte

### 1950–1991
Robert Lindner gründete das Unternehmen 1950 und begann mit dem Verkauf auf dem Wochenmarkt in Berlin-Schmargendorf. 1964 wurde das erste Feinkostgeschäft eröffnet. Im gleichen Jahr begann eine Zusammenarbeit zwischen Lindner und einer Bäckerei, wo das Lindner Krustenbrot entwickelt wurde. Das 25. Feinkostgeschäft in Berlin wurde 1980 eröffnet. Nach 39 Jahren übergab Robert Lindner das Unternehmen an seinen Sohn Michael Lindner. Dieser eröffnete 1991 die erste Bäckerei.

### 1991–Gegenwart

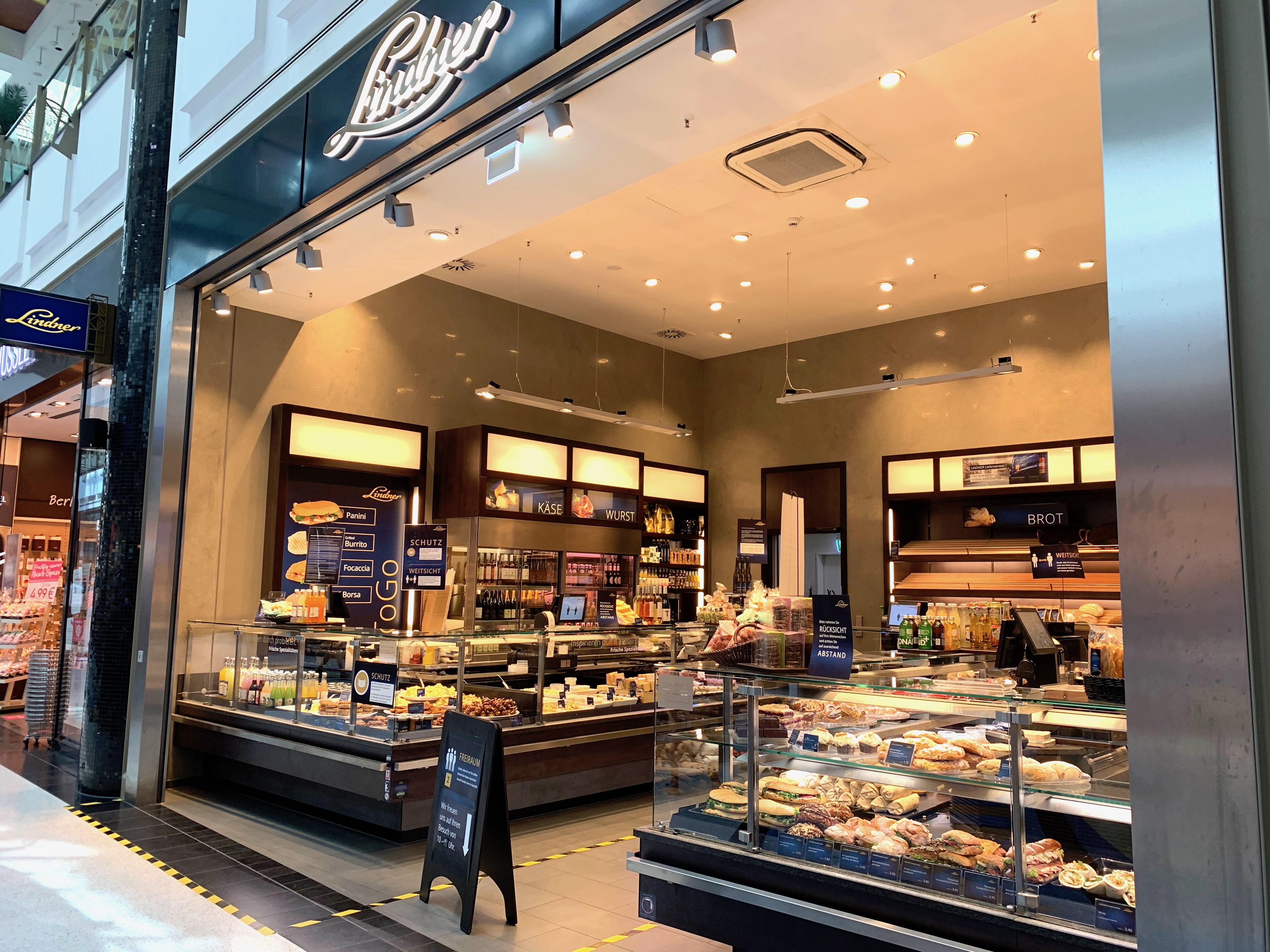
Lindner-Filiale am Alexanderplatz in Berlin, 2020

Die Markenfarben wurden im Jahr 1997 von Rot und Blau auf Blau und Gold umgestellt. In Hamburg wurde 1998 das erste Feinkostgeschäft eröffnet. Das Unternehmen wurde 2005 mit dem Deutschen Handelspreis in der Kategorie Management-Leistung ausgezeichnet.
Die Arbeitsgemeinschaft Selbständiger Unternehmer zeichnete Michael Lindner als „Unternehmer des Jahres“ 2006 aus. Im gleichen Jahr wurden die Lindner Caterings gestartet. 2007 wurde Michael Lindner für außerordentliches Engagement ausgezeichnet, er erhielt das Bundesverdienstkreuz für die ambitionierte Ausbildung junger Menschen.
Die seit 1871 bestehende Bäckerei und Konditorei wurde 2008 Teil des Unternehmens. In Potsdam wurde 2011 das erste Feinkostgeschäft eröffnet. 2013 wurde der Internetauftritt geändert und man erhielt die Auszeichnung „Berlins Beste Arbeitgeber“. Die Feinbäckerei wurde 2014 in Lindner BackKunst umbenannt.

## Unternehmen

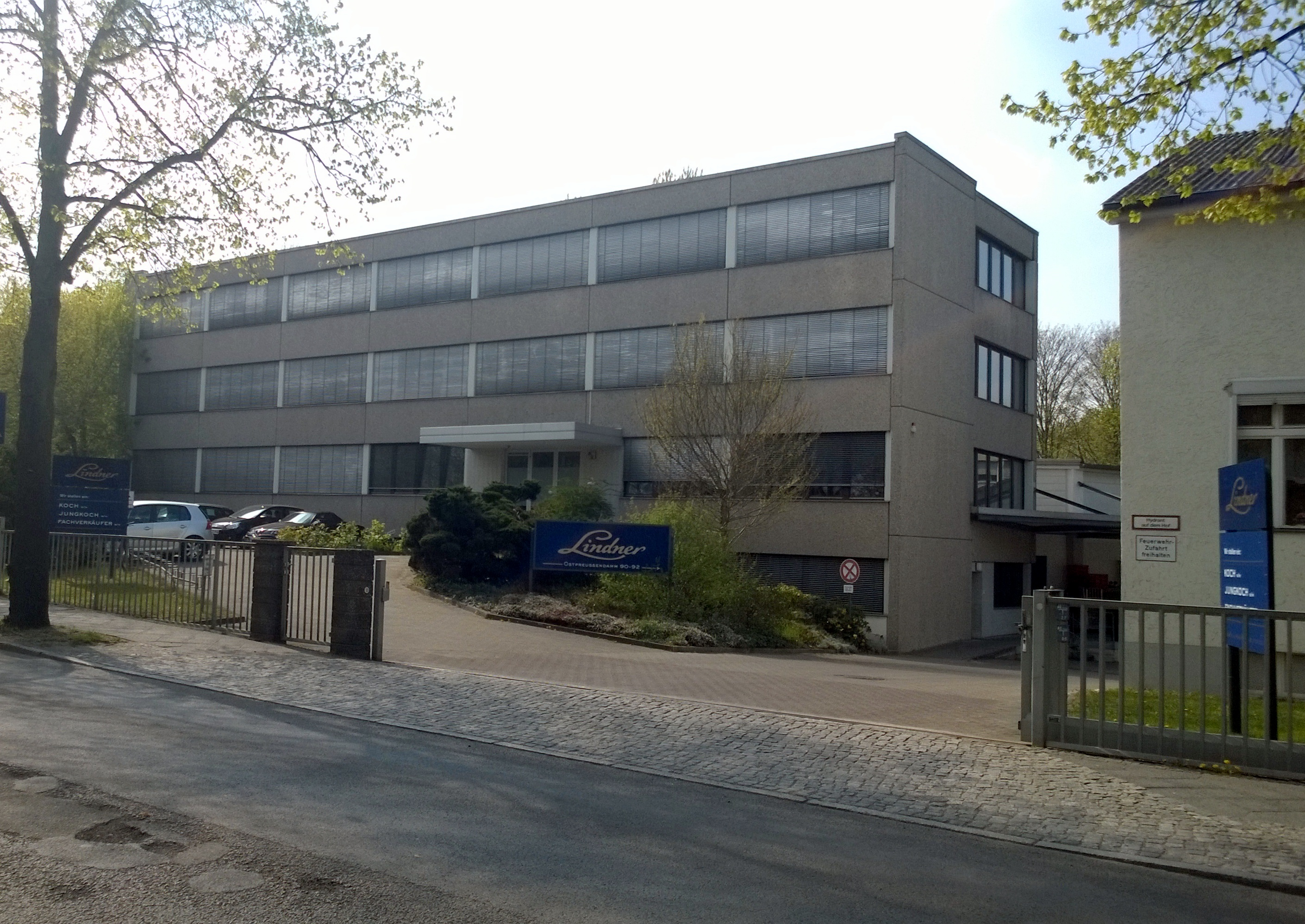
Unternehmenszentrale in Berlin-Lichterfelde

Das Unternehmen betrieb 2022 insgesamt 38 Feinkostgeschäfte in Berlin, neun in Hamburg und eines in Potsdam. Zusätzlich werden die Produkte auf drei Wochenmärkten in Berlin und über das unternehmenseigene Catering vertrieben.

### Angebotspalette
Rund 3.000 Spezialitäten umfasst das heutige Sortiment (Stand: 2018). Diese kommen aus der eigenen Feinkostküche, Bäckerei und Konditorei sowie von ausgewählten Feinkost-Manufakturen.

## Trivia
Medien berichteten darüber, dass Angela Merkel während ihrer Amtszeit als Bundeskanzlerin bei Lindner auf der Berliner Friedrichstraße einkaufte.